# 芸術文化学科
芸術文化学科（げいじゅつぶんかがっか）は、芸術文化についての教育研究を目的とした大学の学科の一つである。

## 芸術文化学科を持つ日本の大学
- 武蔵野美術大学造形学部芸術文化学科
- 静岡文化芸術大学文化政策学部芸術文化学科
- 富山大学芸術文化学部芸術文化学科
- 別府大学文学部芸術文化学科